# نظيف يلماز
نظيف يلماز ( من مواليد قيصري 1971 ) أكاديمي تركي وبيروقراطي ونائب وزير التربية الوطنية في تركيا.   

## الحياة الشخصية
بدأ العمل كمدير عام للتربية الدينية في وزارة التربية الوطنية في 2 يناير 2014 وتم تعيينه  بالقرار المنشور في الجريدة الرسمية في 8 يناير 2022 نائبًا لوزير التربية الوطنية محمود أوزر 